# هاري شومان
هاري شومان (بالإنجليزية: Harry Shuman)‏ هو لاعب كرة قاعدة أمريكي، ولد في 5 مارس 1915 في فيلادلفيا في الولايات المتحدة، وتوفي بنفس المكان في 25 أكتوبر 1996.

## روابط خارجية
- هاري شومان على موقع دوري كرة القاعدة الرئيسي (الإنجليزية)
- هاري شومان على موقعبيزبول رفرنس.كوم (الدوري الرئيسي) (الإنجليزية)
- هاري شومان على موقعبيزبول رفرنس.كوم (الدوري الثانوي) (الإنجليزية)
- هاري شومان على موقع إي إس بي إن.كوم (أم.أل.بي) (الإنجليزية)